# タイ・オープン (バドミントン)
タイ・オープン (Thailand Open、タイ語 : ไทยแลนด์ โอเพ่น)は、1984年からタイで開催されているバドミントンの国際大会。1986年、2002年、2010年、2014年、2021年(新型コロナウイルスの影響)は中止されている。2018年以降、BWFワールドツアースーパー500の大会に分類されている。なお、2020年ヨネックス・タイ・オープン (2020 Ⅰ) と、2020年トヨタ・タイ・オープン (2020 Ⅱ) のみ、スーパー1000である。

## 優勝選手
| 年     | 男子シングルス                   | 女子シングルス           | 男子ダブルス                                          | 女子ダブルス                                                  | 混合ダブルス                                                  |
| ------ | -------------------------------- | ------------------------ | ----------------------------------------------------- | ------------------------------------------------------------- | ------------------------------------------------------------- |
| 2025   | クンラブット・ビチットサーン     | 陳雨菲                   | アーロン・チア ソー・ウーイック                       | タン・パーリー ティナア・ムラリタラン                         | 馮彥哲 黄東萍                                                 |
| 2024   | リー・ジージャ                   | スパニダ・カテトン       | サトウィクサイラジ・ランキレッディ チラグ・シェッティ | ジョンコルファン・キティタラクル ラウィンダ・プラジョンジャイ | 郭新娃 陳芳卉                                                 |
| 2023   | クンラブット・ビチットサーン     | 安洗塋                   | 梁偉鏗 王昶                                           | 金昭映 孔熙容                                                 | 金元昊 鄭娜銀                                                 |
| 2022   | リー・ジージャ                   | 戴資穎                   | 保木卓朗 小林優吾                                     | 松山奈未 志田千陽                                             | 鄭思維 黄雅瓊                                                 |
| 2020 Ⅱ | ビクター・アクセルセン           | カロリーナ・マリン       | 王齊麟 李洋                                           | 金昭映 孔熙容                                                 | デチャポル・プアヴァラヌクロー サプシリー・タエラッタナチャイ |
| 2020 Ⅰ | ビクター・アクセルセン           | カロリーナ・マリン       | 王齊麟 李洋                                           | グレイシア・ポリイ アプリヤニ・ラハユ                         | デチャポル・プアヴァラヌクロー サプシリー・タエラッタナチャイ |
| 2019   | 周天成                           | 陳雨菲                   | サトウィクサイラジ・ランキレッディ チラグ・シェッティ | 田中志穂 米本小春                                             | 王懿律 黄東萍                                                 |
| 2018   | 常山幹太                         | 奥原希望                 | 嘉村健士 園田啓悟                                     | グレイシア・ポリイ アプリヤニ・ラハユ                         | ハフィズ・ファイザル グロリア・エマニュエル・ウィジャヤ       |
| 2017   | B.サイ・プラニース               | ラチャノック・インタノン | ベリー・アングリアワン ハルディアント                 | グレイシア・ポリイ アプリヤニ・ラハユ                         | 何濟霆 杜玥                                                   |
| 2016   | タノンサック・サンソンブーンスク | 大堀彩                   | ベリー・アングリアワン リアン・アグン・サプトロ       | プッティタ・スパジタクル サプシリー・タエラッタナチャイ       | タン・キャンメン ライ・ペイジン                               |
| 2015   | 李炫一                           | 成池鉉                   | ワーユ・ナヤカ アデ・ユスフ・サントソ                 | 黄東萍 李茵暉                                                 | 催率圭 厳恵媛                                                 |
| 2013   | スリカンス・キダンビ             | ラチャノック・インタノン | 申白喆 柳延星                                         |                                                               | マルキス・キド ピア・ザバディアー・ベルナデット               |
| 2012   | ソニー・ドウィ・クンコロ         | サイナ・ネワール         | 劉小龍 邱子瀚                                         |                                                               | 陶嘉明 湯金華                                                 |
| 2011   | 諶龍                             | 李雪芮                   | 鄭在成 李龍大                                         |                                                               | 李勝木 簡毓瑾                                                 |
| 2009   | グエン・ティエンミン             | 劉健                     | チャン・ペンソン リム・キムワー                       |                                                               |                                                               |
| 2008   | 林丹                             | 謝杏芳                   | 蔡贇 傅海峰                                           |                                                               | 謝中博 張亞雯                                                 |
| 2007   | 陳宏                             | 朱琳                     | 黄智万 李在珍                                         |                                                               | 何漢斌 于洋                                                   |
| 2006   | 陳郁                             | 朱琳                     | 鄭在成 李龍大                                         |                                                               | 李龍大 黃遊美                                                 |
| 2005   | ムハンマド・ハフィズ・ハシム     | 姚潔                     | 鄭在成 李在珍                                         |                                                               | 李在珍 李孝貞                                                 |
| 2004   | ブーンサック・ポンサナ           | 姚潔                     | ルルク・ハディアント アルベン・ユリアント             |                                                               |                                                               |
| 2003   | ロナルド・スシロ                 | 載韞                     | 河泰权 柳鏞成                                         |                                                               | 陳其遒 趙婷婷                                                 |
| 2001   | ヨン・ホッキン                   | トレイシー・ハラム       | シギット・ブディアルト ルルク・ハディアント           |                                                               | チャンドラ・ウィジャヤ ジョ・ノビタ                           |
| 2000   | ヘンドラワン                     | 葉釗穎                   | 張軍 張尉                                             | 葛菲 顧俊                                                     | 張軍 高崚                                                     |